# Felicity Buchan
Felicity Christiana Buchan, née en 1970 à Fraserburgh, est une femme politique britannique, membre du Parti conservateur.
Elle est députée de Kensington dans le Grand Londres de 2019 à 2024. Avant sa carrière politique, elle travaille dans la banque d'investissement pour JPMorgan Chase et Bank of America.

## Éducation et carrière
Buchan est née dans l'Aberdeenshire, en Écosse. Elle fréquente l'école polyvalente, Fraserburgh Academy à Fraserburgh, puis étudie le droit à Christ Church, Oxford,. Son frère Charles est associé au sein de la société de gestion alternative Bluecrest Capital Management.
Buchan travaille pendant 10 ans à la banque d'investissement américaine JPMorgan Chase dans leur division marchés de capitaux et est promue vice-présidente de leur syndicat européen. Elle quitte la société en 2001 pour rejoindre Bank of America comme directrice générale de sa division des marchés de capitaux d'emprunt.
Après avoir quitté le secteur des services financiers, elle fait du bénévolat dans un organisme de bienfaisance pour enfants de North Kensington et est présidente des gouverneurs de l'école primaire de Bousfield.

## Carrière politique
Buchan se présente à South Down en Irlande du Nord comme candidate conservatrice aux élections générales de 2015, arrivant dernière avec 318 voix (0,7%). Elle se présente ensuite pour le siège de South Shields à Tyne and Wear en 2017, où elle arrive deuxième derrière le député sortant du Parti travailliste avec 10570 voix (25,9%). Au cours de la campagne de 2017, Buchan écrit un article pour le site Web Brexit Central dans lequel elle discute de son soutien à "un accord de Brexit difficile: cela signifie quitter le marché unique, l'union douanière et la CJE" et dénonce une vision politique centrée sur Londres.
Elle est sélectionnée comme candidate conservatrice pour Kensington le 16 juillet 2019. Buchan est auparavant trésorière de l'Association locale des conservateurs de Kensington Chelsea & Fulham. Interrogée sur ses commentaires antérieurs sur le Brexit lors de sa campagne de 2017, elle déclare qu'elle a «toujours fait campagne pour un bon accord négocié» et qu'elle n'est pas en faveur d'un «Brexit dur». Elle est élue députée aux élections générales de 2019 avec une majorité de 150 voix.
Le 7 septembre 2020, Buchan vote contre un amendement du Parti travailliste au projet de loi sur la sécurité incendie destiné à mettre en œuvre les recommandations de la première phase de l'enquête. Cela est critiqué par le groupe de campagne Grenfell United et les politiciens de l'opposition. Elle défend son vote en déclarant que le gouvernement est «déterminé à mettre en œuvre les recommandations» et critique le Parti travailliste pour avoir « déformé le vote » pour des raisons politiques.
Elle est Secrétaire de l'Échiquier au Trésor du 8 septembre au 28 octobre, dans le gouvernement Truss et Sous-secrétaire d'État parlementaire au Logement et aux Sans-abris du 30 octobre 2022 au 5 juillet 2024 dans le gouvernement Sunak.